# Black+Decker
Black+Decker er en amerikansk virksomhed, der fremstiller maskinværktøj såsom boremaskiner og hækklippere, tilbehør og lignende. Selskabet blev grundlagt i 1910 og har hovedkvarter Towson, nord for Baltimore. Den 12. marts 2010 fusionerede Black & Decker med Stanley Works og blev til Stanley Black & Decker. Det er fortsatte som et selvejende datterselskab i det nye firma.